# Władysław Hieronim Sanguszko
Pour les autres membres de la famille, voir Famille Sanguszko.
Władysław Hieronim Sanguszko (né le 20 septembre 1803 à Slavouta et mort le 15 avril 1870 à Cannes) est un prince de la famille Sanguszko.

## Biographie
Władysław Hieronim Sanguszko est le fils de Eustachy Erazm Sanguszko et de Klementyna Czartoryska. Il participe à l'Insurrection de novembre 1830. Il est propriétaire du domaine de Gumniśki où il possède un élévage des chevaux arabes. En 1854, il préside la Société des Amis des Arts de Cracovie (en). Il s'oppose à l'insurrection de 1861-1864. De 1861 à 1869, il est membre du Sejm de Galicie.

## Mariage et descendance
Il épouse Izabela Maria Lubomirska qui lui donne pour enfants:
- Jadwiga Klementyna Sanguszko (pl) (1830-1918)
- Roman Damian Sanguszko (pl) (1832-1917)
- Pawel Roman Sanguszko (pl) (1834-1876)
- Helena Sanguszko (pl) (1836-1891)
- Eustachy Stanisław Sanguszko (1842–1903)